# Saint-Pierre-de-Chevillé
Saint-Pierre-de-Chevillé ist eine französische Gemeinde mit 339 Einwohnern (Stand: 1. Januar 2022) im Département Sarthe in der Region Pays de la Loire; sie gehört zum Arrondissement La Flèche und zum Kanton Montval-sur-Loir. Die Einwohner werden Chevillais und Chevillaises genannt.

## Geografie
Saint-Pierre-de-Chevillé liegt etwa 50 Kilometer südsüdöstlich von Le Mans. Umgeben wird Saint-Pierre-de-Chevillé von den Nachbargemeinden Dissay-sous-Courcillon im Norden und Nordosten, Saint-Christophe-sur-le-Nais im Süden und Osten, Saint-Aubin-le-Dépeint im Süden und Westen sowie Nogent-sur-Loir im Westen.

## Bevölkerungsentwicklung
| Jahr                      | 1962 | 1968 | 1975 | 1982 | 1990 | 1999 | 2006 | 2013 | 2020 |
| Einwohner                 | 446  | 429  | 380  | 369  | 319  | 342  | 353  | 368  | 344  |
| Quelle: Cassini und INSEE |      |      |      |      |      |      |      |      |      |

## Sehenswürdigkeiten

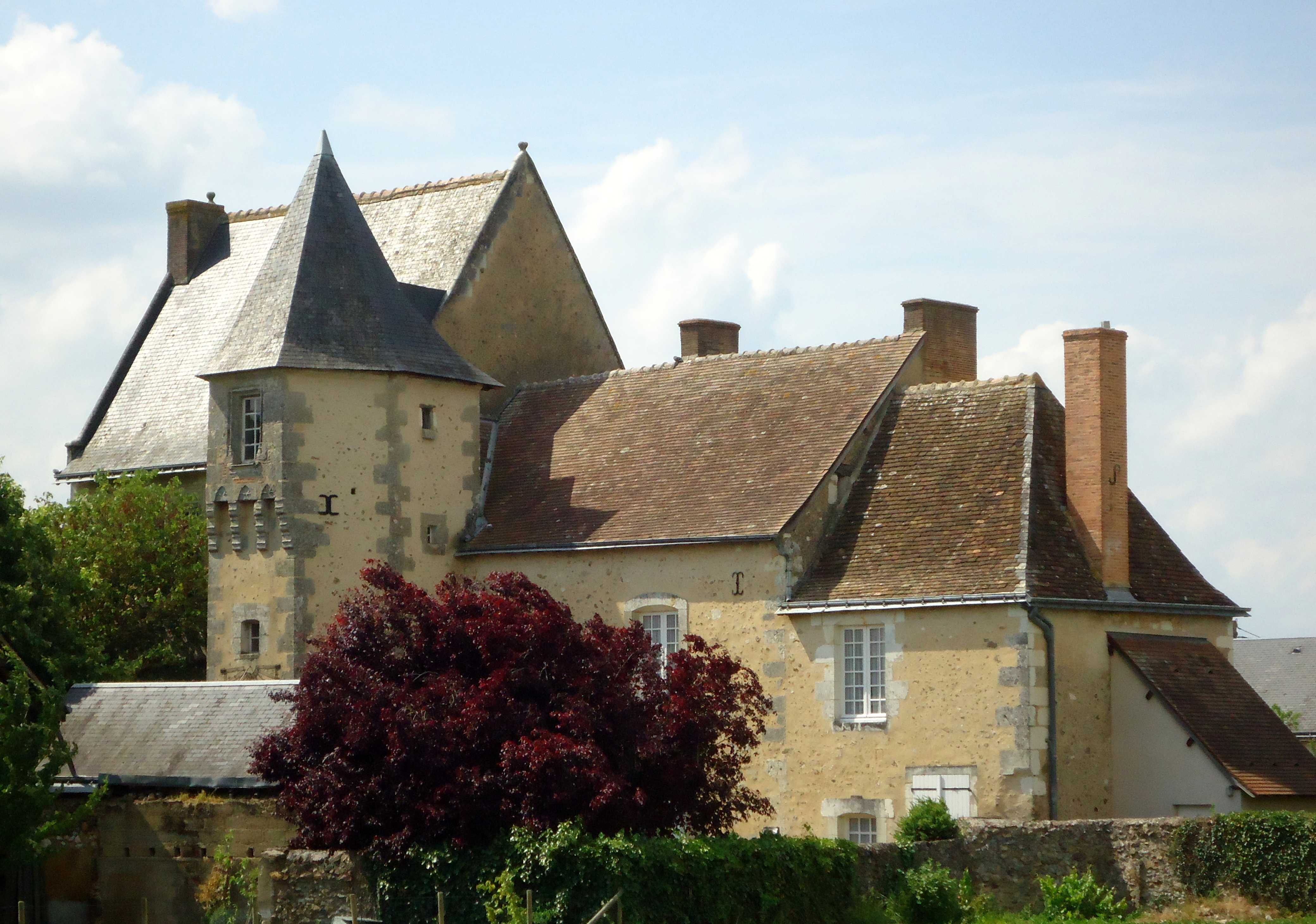
Pfarrhaus der Kirche Saint-Pierre

- Kirche Saint-Pierre aus dem 11. Jahrhundert
- Pfarrhaus aus dem 16. Jahrhundert, Monument historique seit 1926